# جدایی کنام

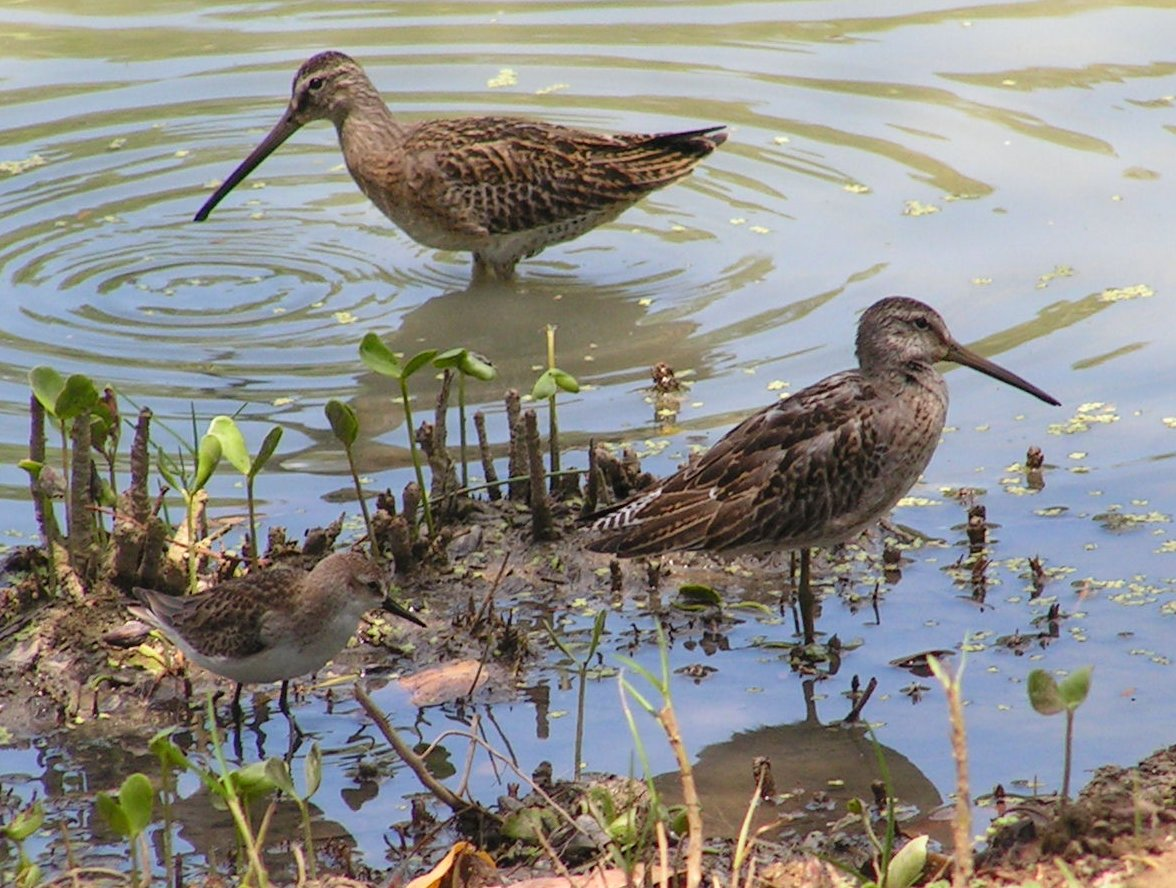
پرندگان ساحلی با پاها و نوک بلند، مانند این دو گل‌نورد، می‌توانند در آب کم‌عمق‌تر نسبت به آبچلیک نیم‌پرده‌پا در لبه آب تغذیه کنند (سمت چپ پایین)

گونه‌ها از کنام‌های بوم‌شناختی محدود استفاده می‌کنند و کنام‌های همه گونه‌ها با استفاده از زیستگاه‌های مختلف، مناطق جغرافیایی و فصل‌های مختلف، و منابع غذایی متفاوت، از هم جدا می‌شوند (جدایی کنام Niche segregation)، که تنها به تعدادی از ابعاد چندین کنام اشاره می‌شود. علل محدودیت و تفکیک کنام از مسائل مهم در بوم‌شناسی فرگشتی است.